# The Me You Can’t See
The Me You Can't See (ou Le Moi derrière moi au Québec) est une série documentaire américaine traitant de la santé mentale, elle est animée par Oprah Winfrey et le prince Harry,.
La série est disponible sur Apple TV+ depuis le 21 mai 2021.

## Synopsis
La série traite ouvertement de santé mentale et de bien-être émotionnel, notamment en passant par le biais des récits des nombreux intervenants qui évoquent leurs expériences et leurs ressentis,,,,.

## Production

### Développement
Le programme sur la santé mentale avec Oprah Winfrey et le prince Harry fut évoqué dès l'annonce du service Apple TV+ en mars 2019.
La série a été créée en partenariat avec un conseil consultatif, qui est composé de professionnels de la santé mentale, mais également de spécialistes de nombreux autres domaines, au total ce sont 14 spécialistes qui composent ce conseil. On retrouve partis ces spécialistes le Dr. Nadine Burke Harris, chirurgienne générale de Californie et fondatrice du Center for Youth Wellness, le Dr. Joanne Cacciatore, fondatrice de la Fondation MISS et de Selah Carefarm, le Dr. Vikram Patel, professeur de santé à Harvard Medical School, le Dr. Bruce Perry, chercheur pour la ChildTrauma Academy et le Dr. Pamela Collins, directrice de la santé mentale à l'Université de Washington entre autres,.

### Sortie
L'émission devait initialement sortir au cours de l'année 2020, cependant son tournage et sa production ont pris du retard notamment à cause de la pandémie de Covid-19, et l'arrêt des tournages que cela à entraîné, ce qui a alors changés les prévisions de production,.
Ce n'est que le 10 mai 2021 que le service annonça officiellement par le biais de son site presse la date, les invités, et le titre du programme, et la bande annonce fut quant à elle mise en ligne une semaine plus tard.
Le programme est disponible sur Apple TV+ depuis le 21 mai 2021, avec 5 épisodes aux États-Unis, et 4 en France, l'épisode spécial sorti une semaine plus tard. Les épisodes 5 et 6 sortirent une semaine plus tard en France, en raison du temps de traduction.

## Épisodes
Les épisodes initiaux sont sortis depuis le 21 mai 2021 tandis qu'un épisode de discussion est sorti une semaine plus tard.
1. Le dire à voix haute (Say It Out Loud)
2. Demander de l'aide (Asking for Help)
3. Trouver ce qui fonctionne (Finding What Works)
4. Besoin les uns des autres (We Need Each Other)
5. Voilà qui je suis (This Is Me)
6. La voie à suivre (A Path Forward)